# Habbo
Habbo (anteriormente llamado Habbo Hotel) es un metaverso de Internet y una comunidad en línea enfocada a jóvenes y adolescentes. El sitio web es administrado por Sulake Corporation Oy, una compañía finlandesa. 
El servicio fue lanzado en el mes de agosto del año 2000. Se ha llegado a expandir a 9 comunidades (u "hoteles"), con usuarios en más de 150 países. Para agosto de 2012, más de 273 millones de avatares fueron registrados con un promedio de 5 millones de visitantes únicos al mes. El 80% de los usuarios de Habbo tienen edades comprendidas entre 16 a 24 años.
El servicio permite a los usuarios crear su propio personaje de Habbo y diseñar salas de chat con formas de habitaciones de un hotel renderizadas en proyección isométrica, conocer nuevos amigos, conversar con otros jugadores, organizar fiestas, tener mascotas virtuales, crear y jugar juegos y completar desafíos.

## Historia

### Inicios y reconocimiento mundial
La historia de Habbo comenzó en un juego conocido como Mobiles Disco, una sala de chat virtual que funcionaba con la tecnología Fuse de Aapo Kyrölä. Diseñado como un proyecto de pasatiempo, fue realizado por el diseñador creativo Sampo Karjalainen y el tecnólogo Aapo Kyrölä en 1999. Luego diseñaron otros juegos, incluidos Lumisota (Snow Wars) y Hotelli Kultakala (Hotel Goldfish). Aapo, Sampo y Dee "Daisy" Edwards (los diseñadores originales de Habbo) tuvieron ideas para crear un negocio internacional basado en el concepto de hotel virtual. A finales de enero de 2001, Habbo Hotel se había lanzado en modo Beta. El hotel oficial fue lanzado oficialmente al público unas semanas más tarde. Tenía un sistema de crédito, características de comunidad y seguridad. 
El próximo hotel fue lanzado en Suiza unos meses después, en cuatro idiomas. Se puede afirmar que fue todo un éxito mundial, puesto que al cumplir un año, nada más y nada menos que 1.600.000 personas ya se encontraban registradas. Hasta el año 2005, Sulake proyectaba otros hoteles en 15 países diferentes después de una fuerte inversión de "3i Group" y "Taivas" en aproximadamente 4 millones de dólares en la empresa. Actualmente, su principal compañía accionista es Orange Games. Dentro de estos 15 países estaba contenido el hotel español, que más tarde abriría en septiembre del 2003 como uno de los primeros en aparecer. Años después, se unieron países como Chile, Brasil, Alemania, Francia, Italia, Países Bajos, Dinamarca, Suecia, México, etcétera. 

### Pocket Habbo
Pocket Habbo fue una manera de poder utilizar Habbo en un dispositivo iOS y Android, en ella se podía chatear, mirar perfiles, entre otras cosas importantes. La misma dio a luz el día 19 de diciembre de 2012 y comenzó a hacer revuelo en los usuarios ya que solamente se encontraba disponible para los dispositivos Apple, pero tiempo después, el 4 de junio de 2013 dio su primera aparición en el Google Play de los dispositivos Android.
Para utilizar dicha herramienta se necesitó de un dispositivo iPhone 3GS, iPhone 4, iPhone 4S, iPhone 5, iPod Touch (3.ª, 4.ª y 5.ª generación) y iPad que tuviera iOS 5.0 o posterior, o un dispositivo Android con versión 2.2 o superior donde se podía descargar la aplicación desde la AppStore o Google Play. El antiguo CEO, Paul LaFontaine, informó que tan solo hizo su primera aparición, pero que pronto estaría disponible para dispositivos Android, tableta y HTML5 de los cuales los usuarios de Habbo esperaron por la versión HTML5 para poder acceder desde cualquier dispositivo que lo soporte. La aplicación tuvo algunos problemas, como que los mensajes no llegaban a tiempo y la App se cerraba de vez en cuando.
Esta aplicación fue muy útil a la hora de revisar si un usuario estaba expulsado del hotel, ya que desde los perfiles mediante la web solo salía el esqueleto de página cerrada, mientras que con Pocket Habbo se podía comprobar con un mensaje de error de que ese personaje que se buscaba estaba baneado, aunque no se podía saber la duración exacta de esta expulsión.
Pocket Habbo fue sacada de las tiendas de aplicaciones en el año 2015, ahora la única aplicación ofrecida por Sulake es la aplicación de Habbo, que sin embargo no se encuentra disponible oficialmente para algunos países como Venezuela.

### Habbo Fansites
Las Habbo fansites (también llamadas webfans) son páginas creadas por usuarios de Habbo, quienes usualmente son personas activas dentro del hotel y con gran importancia en cuanto a popularidad se refiere. El 21 de marzo de 2012 a través del blog de Sulake fue hecho un anunció que esta empresa tendría el proyecto de las fansites oficiales de Habbo en la cual el equipo de las páginas fan del juego tendrían más interacción con el equipo de Sulake siendo estas anunciadas como oficiales en Habbo y dándole más importancia a través de eventos, salas, juegos, etc.
Este proyecto estaba encabezado por Jason Steele, pasando a dejar a Estarqui (community manager de Habbo España) como el encargado de ellas el 26 de septiembre del mismo año. Tras los últimos meses del 2012 este proyecto se vio desactualizado hasta el mes de diciembre cuando se ha realizado un evento en que los administradores de los Fansites tenían que crear juegos para luego ser usados por Estarqui en eventos organizados dentro del hotel.
Más tarde, en marzo de 2014, Estarqui dejó de ser el Encargado de este proyecto, dejándoselo a manos de la actual Staff Sefos.
Al crear un fansite y ser oficializado por Sulake u Habbo, los dueños del sitio obtienen una insignia dentro del hotel aparte de recibir periódicamente y obtener el permiso de utilizar de manera libre una imagen que representa a dichos sitios oficiales. Por otro lado, los dueños de cada Fansite Oficial reciben periódicamente correos por parte de los Staffs del Hotel, para enfocar temas de actualidad, nuevos proyectos, etc.

### Vuelta a las bases
En 2024, tras la solicitud de usuarios para volver a las bases, el juego volvió a su versión inicial, centrándose en el estilo que disponía en el año 2005.

## Comunidad
Habbo acoge a una amplia comunidad de personas de todo el mundo. Mediante la compra de mobiliario virtual con mensajes SMS, tarjetas de crédito, o por otros medios como tarjetas prepago Habbo, los usuarios pueden diseñar sus propias habitaciones de hotel y crear un espacio social para sí mismos, para sus amigos, sus mascotas, salas de juegos y salas de reunión.
Para el año 2020 debido a la situación mundial que se vive por el COVID-19 muchos de los usuarios que habían abandonado el hotel virtual, regresaron permitiendo que el juego volviera a ser muy concurrido y popular como un medio alternativo para pasar la  cuarentena que en muchos países  fue establecida.

## Navegación
Para navegar en Habbo Hotel se utiliza el Navegador de salas, el cual permite a los usuarios viajar de una sala de chat a otra. Además de ser un medio de transporte, el Navegador de salas también muestra información básica acerca de las salas de chat, tales como descripciones, los usuarios que se encuentran dentro de ellas, la configuración de privacidad, el dueño y los permisos de tradeos.

### Salas de chat
Hay dos tipos de salas de chat virtual en el Hotel. Ambos tipos de salas son accesibles a través del Navegador y hay ciertas diferencias entre ellas, aunque la base actual de las salas es la misma.
- Las salas públicas son habitaciones virtuales que están a disposición de todos los miembros de la comunidad. Algunas salas no tienen dueño y han sido creadas por staffs de Sulake para que todos los usuarios puedan acceder a ellas. Algunas salas representan ciertas secciones de un hotel (por ejemplo El Recibidor o El Teatro, actualmente desaparecidos) mientras que otras representan bien a eventos que Habbo está organizando en ese momento o bien a acontecimientos importantes que están ocurriendo o han ocurrido en la comunidad (por ejemplo la introducción del juego Niko o Lost Monkey, la celebración del evento del MusicAula, etc). Algunas de estas salas contienen bots llamados Habbo Bots que son robots en forma de personaje Habbo que han sido programados para un fin en concreto (muchas veces ofrecen bebidas o comidas virtuales a los usuarios cuando se las piden si la sala es un restaurante o bien si pertenece a un evento en concreto, ese bot da pistas para resolver un determinado acertijo). Estas salas se acceden a través del Navegador en la pestaña Público cabe destacar que algunas salas están organizadas por categorías para permitir una mejor localización y acceso a las mismas.

- Las salas privadas son habitaciones donde los usuarios pueden personalizarlas y decorarlas como a ellos gusten, ya sea tapizando su suelo y paredes o muebles (furnis). Los usuarios también pueden elegir entre una amplia gama de plantillas de la habitación para determinar qué forma será la habitación y cuántas casillas tendrá. Las salas pueden ser creadas por cualquier miembro y el miembro en cuestión que ha creado alguna de estas salas dispone de control total de moderación de la misma (puede mutear, echar o expulsar a los demás usuarios). Las habitaciones privadas se acceden también a través del Navegador (concretamente en la pestaña Todas las Salas y Eventos para ir a las salas creadas por otros usuarios o a la pestaña Mi Mundo para acceder a las tuyas). Estas salas se pueden crear gratuitamente, pero para decorarlas hay que emplear una cantidad determinada de Habbo Créditos, aunque con duckets se pueden conseguir algunas cosas básicas

## Interfaz
Habbo cuenta con una serie de elementos en la interfaz:
- Barra de Diálogo: Permitirá escribir lo que quieres que diga tu Habbo y que aparecerá en pequeños cuadros de diálogo o burbujas. En las últimas versiones te aparecen en la barra de diálogo la opción de decir o de gritar. La barra está situada abajo en el centro y es una sola en vez de ir expandiéndose como la anterior. Hay tres maneras de chatear por el hotel:
  - Decir (predeterminada): Todos los Habbo verán tu mensaje escrito de forma estándar.
  - Susurrar: Solo el Habbo seleccionado podrá leer lo que escribe el jugador.
  - Gritar: Después de escribir el mensaje, si se mantiene presionado la tecla Shift del teclado y luego Intro, todos los Habbo pueden leer lo que escribe el jugador, pero a diferencia de la opción Decir, en esta función se envía el mensaje en negrita.
- Instant Messenger o Habbo Consola "Conso":[6] Tiene la función de permitirte hablar con otro Habbo en privado, siempre y cuando lo tengas agregado en tu lista de amigos.
- Lista de Amigos (antiguamente llamada Habbo Consola): Es una lista de los usuarios del hotel a los cuales has aceptado como amigos. Desde ahí puedes mandar mensajes y contactar con tus nuevos amigos. Puedes almacenar normalmente hasta 300 amigos sin suscripción al Habbo Club. Los miembros del Habbo Club tienen una capacidad de 1100 amigos.
- Navegador: En él están incluidos todos los lugares del hotel que puedes visitar con sólo hacer un clic. Al abrirlo, se encuentran las siguientes pestañas:
  - En Público, encontrarás todas las salas públicas en donde tú y todos los usuarios pueden entrar, sin limitación ninguna. También encontrarás salas de otros usuarios que hayan sido seleccionadas por el personal del hotel.
  - En Todas las Salas encontrarás habitaciones creadas por otros usuarios las cuales disponen de muchos usuarios dentro de ellas. Estas se pueden organizar en distintas categorías. En esta pestaña también encontrarás una sala recomendada al azar.
  - En Eventos puedes encontrar enlaces a salas donde algo está sucediendo, como Salas de Cambios, Juegos o simples eventos se están llevando a cabo. Estos eventos se crean haciendo clic en el botón "Crea tu evento" abajo de los eventos mostrados, o ingresando al catálogo, yendo a la sección "Duckets", después en "Promoción de sala", y al final, completando un sencillo formulario, con 15 Duckets el evento ya estará activo durante un tiempo.
  - En Mi Mundopuedes ver tus salas y las salas de grupos en donde estés unido. También puedes ver salas de tus amigos, en donde los mismos estén actualmente o en las últimas salas en donde has visitado.

- Catálogo o Tienda: En Habbo existe una gran variedad de muebles y objetos conocidos como furnis. Una parte de estos muebles son permanentes en el catálogo durante todo el año. Pero la gran mayoría, sólo permanecen en él durante un tiempo para después desaparecer hasta el próximo evento o hasta nunca más. Los furnis de temporada aparecen en Navidad, San Valentín, Pascua y Halloween (o Habboween, como se llama en Habbo Hotel).
- Club del Arquitecto: Es una almacén que le permite al usuario colocar una amplia gama de furnis prestados mediante secciones dentro del catálogo del Club del Arquitectos. Con estos furnis, puedes construir salas, espacios y mucho más, además, puedes agregar o eliminar baldosas de la sala para hacerla más grande, pequeña o incluso más alta mediante el Floor Editor; que se encuentra en las opciones de la sala. Este club también le permite al usuario abrir sus salas a todos sus amigos o usuarios que deseen entrar a la sala, ya que hay una versión de prueba con la cual puedes combinar y diseñar todas las salas que el usuario quiere, con un límite de hasta 100 furnis y además que estas salas estarán cerradas o invisibles para el público hasta suscribirse, después de que cause la suscripción los furnis prestados en las salas seguirán intactos aunque las salas estarán cerradas hasta volver a suscribirse. Con la primera suscripción de 31 días, recibirás 1000 furnis para que construyas las mejores salas que se te vengan a tu imaginación, aunque puedes ir avanzando el límite comprando en el Catálogo con tus créditos, después de caudada la suscripción recibirás 250 furnis que serán añadidos a tu límite de furnis. Los furnis prestados del almacén del Club del Arquitecto no pueden ser tradeados y cuando recojas uno o más furnis, estos irán directamente de vuelta al almacén. El usuario puede suscribirse mediante dos métodos, que varían según el país donde este reside, el primero método es mediante la página oficial de créditos en el apartado de Club del Arquitecto o comprando 14 días mediante SMS y el segundo método está dentro del catálogo de Diamantes.
- Inventario: Es un inventario que muestra todos tus furnis, placas, mascotas y bots. En él puedes poner furnis, mascotas y bots en una sala, volverlos a colocar en el inventario, e incluso venderlos en el mercadillo (esta última solo sirve para furnis). También puedes gestionar tus placas. Antiguamente el Inventario se conocía como una Habbo Mano y se eliminó unos días después de instalar la fase beta número 6.
- Ayuda: Es un pequeño panel donde puedes denunciar a Habbos que veas haciendo cosas contra la Manera Habbo (que recoge las conductas que están prohibidas dentro del hotel). Mediante esta herramienta, tu mensaje de petición de ayuda será enviado a un moderador, que tomará las medidas oportunas. (puedes recibir respuesta sólo si el moderador ha llegado a verificar la alerta o si contiene información relevante e inteligible). A partir de la fase 6, se pueden reportar directamente a un Habbo con la Opción "Reportar".
- Información de Salas (anteriormente llamado "InfoSalas": Esta herramienta te permite averiguar el nombre de la sala, su creador y puedes también valorar la sala, añadirla a favoritos o incluso ponerla como principal. Más tarde se añadió una nueva sección de Insertar sala en donde aparece un código HTML que permite insertar una vista previa de una sala privada o pública desde una página web propia.
- Bocadillos de diálogo: Un bocadillo de diálogo es la burbuja que aparece cuando un Habbo habla (más bien el estilo de la burbuja en dónde sale lo que el Habbo dice). Cada Habbo puede ponerle un color a su burbuja. Los miembros del Habbo Club tienen para escoger más bocadillos de diálogo. Y el equipo Personal cuenta con un bocadillos diferentes a todos los de los demás usuarios comunes
- Barra de amigos: En esta barra puedes encontrar tus amigos conectados de una forma más sencilla. Se encuentra en el lado derecho de la barra gris. En ella, también se encuentran 2 iconos y un botón::
  - Todos los amigos (icono de tres Habbos juntos): Abre la consola mostrándote tus amigos conectados y desconectados.
  - Buscar amigos (icono de un Habbo sosteniendo una lupa): Te permite buscar un Habbo, tanto amigo como no amigo, en el buscador de la consola.
  - Busc@migos: Diferente al botón "Buscar amigos", este te lleva a una sala al azar para que puedas conocer gente (eso sí, la sala debe tener usuarios dentro).
- Salir: Situado en la esquina superior derecha, podrás cerrar tu sesión actual en Habbo.

## Monedas

### Créditos
Los créditos son la moneda utilizada en Habbo. Los créditos se pueden comprar a través de una gran variedad de servicios, tales como tarjeta de crédito, tarjeta prepago, servicio telefónico, tarjetas Habbo y también por mensajes SMS de teléfono móvil. Los créditos se encuentran en el Habbo catálogo, accesible en cualquier parte de Habbo Hotel y también en la página principal. También los muebles virtuales o furnis pueden ser comercializados entre los usuarios, ya sea en forma de trueque o con Habbo monedas; aunque se ha limitado a algunos artículos denegando la venta de ellos, siendo totalmente imposible de utilizar para cambios. Los usuarios del Hotel usualmente los abrevian con el signo ($), aunque otro símbolo es (c): que representa a «Créditos». Antes al recibir Habbo monedas o cualquier furni canjeable de otros usuarios, estos se quedaban en el inventario. Pero con la nueva actualización ahora los créditos pasan a estar automáticamente canjeados, esto causó mucha polémica y muy mala recepción por parte de los usuarios que se encuentran dentro de la comunidad.

### Píxeles (actualmente inexistentes)
Los píxeles fueron una especie de moneda en Habbo, los cuales permitían comprar efectos especiales para decorar el personaje por un tiempo limitado, y estos se podían combinar con Habbo Créditos para comprar cierto tipo de Objetos en una Sección del Catálogo llamada Tienda Pixel. Se obtenían con avances de placas, récords, retos, y tu tiempo de actividad en Habbo. Los furnis de bienvenida de Habbo podían ser comprados a través de los píxeles y no podían ser combinados con créditos. También se había añadido una nueva pestaña en la Tienda Píxel, los 'Kuurna'. Los furnis "Kuurna" valían mucho más que los furni bienvenida, pero se pueden comprar como todos los demás y con píxeles. Aparecieron por primera vez en el año 2008, y han sido eliminados el 25 de junio de 2012 después de haber causado un muteo que duró más de 1 semana. Actualmente han sido reemplazados por los "Duckets". Se caracteriza por ser una moneda rosa con un pato dentro. Puedes tener un máximo de 650 si no eres HC o 1300 si lo eres, antes servían para alquilar furnis y comprar efectos ahora solo sirven para comprar furnis o hacer eventos.

### Duckets
Los "Duckets" son una moneda gratuita lanzada el 1 de marzo de 2013 en todos los hoteles, tras el fin de la campaña "San valentín". Estos reemplazaron a los antiguos "píxeles", ya que la moneda cumplía con las mismas funciones que la anterior e incluyendo nuevas funciones como el alquiler de furnis, compra de mascotas (solo gatos), accesorios de mascotas y la función de promocionar salas, más bien la vuelta de los eventos, aunque los furnis y el precio han cambiado. Cada personaje puede obtener un mínimo de 15 por día, en su totalidad solo está permitido 650 por cuenta (A menos que el usuario sea miembro del Habbo Club [1300]). Cuando llega a dicho límite no se le agregan más duckets diarios hasta que compre algo que sea con Duckets. A partir de septiembre de 2016 los duckets poseen una nueva actualización y su función cambia drásticamente (ya no se puede alquilar nada con ellos). Actualmente los duckets se utilizan para comprar furnis con o sin créditos adicionales, los furnis accesibles a esta moneda varían cada semana, siendo varias las categorías y furnis que se puedan adquirir por este medio.

### Diamantes
Los diamantes fueron integrados en los Hoteles a nivel internacional en mayo de 2014. Actualmente los diamantes no se pueden comprar por ninguna vía.
Por cada crédito que se compre por cualquiera de las vías que hay disponibles, exceptuando los cambios, canjeos, y tradeos dentro del Hotel, se recibirá un diamante.
Los diamantes pueden ser canjeados en el catálogo del Hotel por múltiples furnis que solo se pueden comprar con esta moneda especial, e incluso membresía al club HC.
Al igual, esta moneda tiene una cierta oferta, ya que si en un mismo mes la compra es igual o superior a 120 créditos, recibirás 120 diamantes extras, además de un bonus raro si se ha anunciado.

## Terminología y jerga

### Furnis
Los furnis son el mobiliario virtual de Habbo Hotel. Estos se pueden adquirir en el interior del hotel por el catálogo a partir de la utilización de Créditos. Los usuarios pueden utilizar los furnis para decorar y amueblar su sala en Habbo. Los muebles se pueden negociar entre los usuarios mediante un diálogo comercial. Muchos usuarios se esfuerzan por reunir los más raros y exclusivos muebles. Los muebles raros a menudo se venden en el catálogo, pero por una cantidad limitada de tiempo y, por tanto, aumenta su valor después de que dejan de ser vendidos en el catálogo. Sulake ha clasificado la Raros en un nuevo sistema llamado furnis de colección, los furnis de colección sólo se venden por un mes y no son vendidos nuevamente. Esto aumenta el valor de los coleccionables. Los usuarios también pueden adquirir ventanas para su habitación, aunque esto trajo que las nuevas salas no vengan con ventanas. Los furnis también pueden ser ganados en las competiciones y juegos que a veces se celebran en Habbo.

#### Wireds
Son furnis programables que te permiten controlar cualquier otro furni de la sala. Para hacerlos funcionar se deben apilar según el tipo:
- Causantes: define lo que debe ocurrir para activar un efecto.
- Efectos: determina lo que debe ocurrir cuando ocurre lo definido en el causante.

- Condiciones: se utilizan para definir las condiciones a las que se somete el causante.

- Puntuaciones: se clasifican como efectos pero se utilizan para mostrar puntuaciones de los usuarios en una tabla negra.

#### Kekos
Se le denominan "kekos" a los personajes de Habbo. En gran medida se le llama cuando una persona se crea dos o más Avatares en una cuenta (llamándoles "kekos"). Este nombre ha salido de una costumbre (o cadena) hecha por los usuarios, aunque el nombre clásico y original sigue siendo "personajes". Su procedencia proviene de la palabra "muñeco", cuya terminación eco la convierte en keko.

### Habbo Club
El Habbo Club, también abreviado como HC, es una prima de suscripción que ofrece algunos beneficios adicionales a una Habbo cuenta que pueden ser adquiridos mediante créditos. Todos los suscriptores recibirán una placa de identificación, que se coloca al lado de la descripción del Habbo, y puede ser visto por todos los demás usuarios, a menos que el usuario suscrito decida ocultarla. Cada mes que el usuario se suscriba al Habbo Club recibirá un punto, que podrá canjear por un furni especial. Los suscriptores también podrán entrar fácilmente en salas públicas y tienen acceso a salas públicas especiales que no son accesibles a los no abonados. Junto con esto, también tienen acceso a las prendas de vestir especiales, colores y accesorios,  caras nuevas, polainas o zapatos. Hay más diseños para salas privadas que algunas llevan escalones especiales para ellos o la opción de ocultar paredes. También tienen una mayor capacidad de la Lista de Amigos (Con 1000 amigos en lugar de 300) y también cuentan con el uso de los comandos especiales para ver qué usuarios hay en la sala en la que estés, para ver los furnis que hay en la sala vista actualmente, para acceder a opciones especiales como bailes que no son accesibles por los no HC, y para kickear a todos de la sala. A partir de diciembre de 2011 el Habbo Club fue retirado, quedando únicamente el Club VIP para suscripciones. Medio año después volvió a introducirse en el Hotel español el 17 de enero de 2013, reemplazando al Club VIP.

#### Club VIP (actualmente inexistente)
El Club VIP, o simplemente VIP, fue una suscripción que ofrecía nuevos beneficios adicionales, incluyendo los beneficios del HC. Apareció por primera vez en abril de 2010, y a diferencia del HC, los suscriptores de VIP recibían dos placas de identificación, la VIP y la HC y dos puntos para canjearlos por furnis especiales. Los suscriptores de VIP contaban con más variedad de ropa que los suscriptores de HC, además de más colores y accesorios. También tienen más diseños de salas privadas, con escaleras y sin paredes. En el mercadillo, los suscriptores de VIP podían publicar hasta 10 furnis en vez de los 5 habituales. Los comandos especiales y los bailes eran los mismos que los HC. Al igual que en el HC, la placa aumentaba de nivel por cada 12 meses seguidos siendo suscriptor. Tras la implantación de la Build 934, el 25 de noviembre del 2011, dicha membresía se convirtió en el único club distintivo de Habbo, tras la desaparición del Habbo Club. El Club VIP fue reemplazado de todos los hoteles por el Habbo Club tradicional el 17 de enero de 2013.

### Habbo Homes (Reemplazados por los Habbo perfiles)
Las Habbo Homes eran páginas de usuarios de Habbo donde se describían algunos datos del usuario de la página. Las Habbo Homes podían personalizar añadiendo, quitando o moviendo accesorios (conocidos como Stickers), widgets, notas y fondos. Los widgets son objetos que se utilizan para mostrar algunos datos básicos del Habbo, tales como su fecha de registro, sus placas, sus amigos, etc. Los stickers y los fondos son elementos que se utilizan para decorar la página, y además, puedes adquirir más objetos a través del catálogo web que incorpora. Y por último, las notas son pequeñas anotaciones que puedes añadir en tu página para escribir algo sobre ti o cualquier cosa que quieras excepto spam. Algunas de estas características ya no estuvieron disponibles después del "Gran Muteo".
Las habbos homes desaparecieron a finales de 2015 y fueron remplazados por los ahora llamados Habbo Perfiles.

### Habbo Perfiles (Perfiles de los habbos)
Los Habbo perfiles son páginas de los usuarios de Habbo donde en estos pueden mostrar sus últimos looks, placas, amigos, salas creadas, grupos creados, la fecha de su registro en el juego, y fotos que los usuarios deciden publicar en la web por un precio de 10 duckets.

### Habbo Grupos
Los Habbo grupos son representados por una placa; esta placa puede ser usada por los miembros del grupo si este es convertido en su favorito y puede ser editada por el dueño del grupo o un administrador del mismo, los no HC disponen de una cantidad máxima de 50 grupos por cuenta a diferencia de los HC. Además los HC que poseen derechos administrativos sobre el grupo tienen la opción de administrarlos a diferencia de los no HC. Cada grupo púede comprar un foro de discusión en donde los miembros, y en algunos casos los visitantes, pueden hablar sobre el tema del que trata.

### Bots
Los Bots de Habbo Hotel son Habbos automáticos que responden a determinadas palabras clave desde el nuevo Habbo.
Los Bots tienen una placa exclusiva para identificar fácilmente que realmente son bots. Algunos robots de Habbo están en salas públicas, para servir bebidas o alimentos. También se pueden encontrar bots en salas privadas oficiales, y puedes comunicarte con ellos mediante palabras clave bien sea para obtener ayuda o bien, para obtener otro tipo de información relacionado con algún evento.
En 2012 con el lanzamiento de la campaña "Habbo Stars" llegaron los bots propios para el usuario, 2 bots cuales son: el bot informal (que puede incluir un look, hablar si alguien dice una frase o palabra, bailar etc.) y el bot camarero (el cual, si dices agua, café, zumo, entre otras palabras disponibles, te servirán lo que pidas),

### Placas
Las placas en Habbo son recompensas que se van otorgando a los usuarios que vayan cumpliendo distintos objetivos, como por ejemplo: el volumen de tiempo que llevas conectado en Habbo Hotel, los días seguidos que te conectas, jugar a juegos como Battle Banzai, etc. Otras insignias están dadas por los staffs y webfans por participación en los eventos que van haciendo los mismos o por unirse a un Habbo Grupo especial.

### Efectos
Los efectos fueron introducidos en diciembre de 2008 junto con los píxeles. Los efectos podían ser adquiridos a través del catálogo Píxel. Estos píxeles se podían obtener ganando placas, o cumpliendo diversos objetivos cada 10 minutos. Los píxeles se podían utilizar para comprar los efectos, tales como el efecto fantasma, los ovnis, las moscas, el efecto en el aire, un enfocado de luz, luciérnagas, la antorcha, las mariposas, luciérnagas, y congelado. Después de actualizar a la siguiente versión, se añadieron más efectos, como un micrófono, una mochila a reacción, y los ovnis y tablas de distintos colores. Sin embargo, estos efectos tienen un límite de tiempo de una hora para cada efecto. Los Habbos también tenían la opción de alquilar determinados efectos especiales para sus respectivas salas durante una hora, como los efectos de explosión, burbujas, o de llamas. Los píxeles fueron quitados en noviembre de 2012 aunque los efectos pueden seguir comprándose en el catálogo mediante los créditos. Tras la aparición de la moneda gratuita "Duckets", se pueden comprar efectos mediante la misma moneda. Los efectos cuestan 30 (a veces también pueden ser 60) mediante Duckets y 1 mediante créditos. Actualmente los efectos se dividen en Efectos comunes y temporales.

### YoSoy (actualmente inexistentes)
Los YoSoys, también llamados tags o etiquetas, son palabras clave que sirven para mostrar los gustos y aficiones de un usuario; esto facilita la búsqueda de gente que comparte los mismos gustos. Cada usuario puede tener hasta 20 YoSoys y cambiarlos cuando desee. En el caso de las salas privadas son llamados YoVoy, cada sala privada puede incluir hasta 2 palabras claves. Al igual que los YoSoys, facilitan la búsqueda de salas según su temática y pueden ser editados por el dueño. Actualmente esta función (yovoy), en la mayoría de los casos; causa un bug en la visibilidad de la sala donde es activada y esto ha causado un problema fantasma dentro de la comunidad, al haber este bug, la sala ya no es visible ni en el buscador ni en las salas del usuario al ser buscadas por otras personas.

### Mercadillo
Desde la llegada de la versión 22 a Habbo Reino Unido, el Mercadillo (llamado originalmente Marketplace) abrió sus puertas a la versión Beta.
El Mercadillo (o Marketplace) es un lugar de Habbo Hotel en donde se puede comprar y vender objetos con mucha más seguridad que tradeando. Se puede acceder a través del Catálogo en la sección Mercadillo. Allí se podrán ver otros subapartados de cómo funciona el Mercadillo, las Ofertas existentes y las Ventas que estés realizando.
Puedes vender objetos siempre y cuando tengas algún furni que sea tradeable. Si tienes uno o más furnis que cumpla estas dos condiciones, podrás venderlos desde tu Inventario seleccionando el furni que quieras poner a la venta y luego haciendo clic sobre el botón 'Vender en el Mercadillo'. Antes costaba créditos poner tus furnis en venta y había bonos y descuentos para la gente HC o VIP. Ahora es gratis para todo el mundo y el único incremento es el crédito o créditos extra que se suman al cargo de venta final para el comprador respecto al valor que tú pones y recibirás si es vendido; de esta forma, Habbo saca algún beneficio con este servicio gratuito.

### Versiones
Actualmente todos los hoteles poseen la versión 63. En el año 2010, esto se cambió y el término "Versión" pasó a llamarse BUILD. Desde entonces, cada versión se divide en "builds" (pequeñas modificaciones en el servidor). Generalmente el primero en recibir las actualizaciones es el hotel finlandés (hotel piloto), mientras con el pasar de los días va llegando a los demás hoteles existentes actualmente. Durante los últimos meses ha sido el hotel anglosajón uno de los principales en sufrir estos cambios.

### Furni-Matic (actualmente inexistente)
Desde la llegada de la "Versión" BUILD al hotel, esta sección apareció en el catálogo llamada principalmente como Ecotrón, su función era "reciclar" los furnis que ya no utilizaban los usuarios para posteriormente depositarlos en una máquina virtual que transformaría 8 furnis (los furnis permitidos para depositar tenían unas flechas verdes en la parte superior izquierda de su descripción) en un furni nuevo dentro de una caja misteriosa. Había varias posibilidades(en un pequeño menú marcaba todas las posibilidades) de que el producto del "reciclaje" se obtuvieran furnis diferentes, aunque dichos furnis no tienen un valor concreto, la máquina funcionaba algo parecida a una "tragaperras". Con la actualización del Hotel, el 1 de Junio del año 2016, esta función desapareció sin previo aviso del catálogo pero aún se pueden ver las flechas verdes en los recuadros de los furnis que están en el inventario de los habbos.

## Juegos

### Juegos clásicos
Actualmente en Habbo es posible que el usuario cree sus propios juegos y arenas de juegos gracias a los mobiliarios y herramientas que se han lanzado. Entre ellos destaca el Battle Banzai, que es la versión más moderna del desaparecido juego de Battle Ball; el "¡Tú la llevas!", también conocido como "Pega-pega" o "Atrapa-atrapa", basado en el popular juego infantil, pero sobre hielo; y el Freeze, un juego lanzado a mediados de diciembre similar al SnowStorm, pero tiene más similitud con el juego de Bomberman. Jugar es completamente gratuito, pero crear la arena de juego tiene costo. El jugar a cualquiera de estos juegos da la posibilidad al usuario de conseguir puntos que le permitiré conseguir recompensas.
Anteriormente fue lanzada una serie de furnis que permitían a los usuarios crear su propio estadio de fútbol, con la posibilidad de poder jugar en ella pateando la pelota y anotando goles, pero este juego, a pesar de ser muy popular en la vida real, no tuvo tanto impacto porque no da recompensas.

#### Battle Banzai
El juego es igual al Battle Ball, con la diferencia de que no se puede jugarse en modo "Todos contra todos" (a menos que sean solo un jugador por equipo) y que en la arena de juego no aparecen objetos que dan poderes especiales, a diferencia de su antecesor.
Tanto las piezas del juego como los furnis de decoración tienen un diseño inspirado en la cultura pop japonesa.
Se juega entre 2-4 equipos y consiste en brincar sobre varias casillas de un gran tablero cuadriculado. Si saltas formando una línea cerrada, todos los cuadrados que se encuentren dentro del límite de dicha línea se colorearán de tu color. Esto se consigue aplastando el mismo cuadro 3 veces, al pisarlo tres veces, se bloquea y alguien del equipo contrario no podrá robártelo.
El dueño de la sala puede configurar la duración del juego, y por supuesto, el diseño que tendrá la sala y la arena de juego.
Junto con el juego salieron 3 nuevas recompensas, de las cuales una es otorgada por la cantidad de casillas bloqueadas por el usuario, otra por la cantidad de puntos sumados en equipo y la última es otorgada al dueño de la sala por el total de puntos que los usuarios han acumulado en su sala. Para conseguir más rápidamente estas dos últimas placas es preferible una arena de juego con más casillas, puesto que cada casilla bloqueada es un punto. Estas recompensas solo se pueden conseguir si hay dos o más equipos en el juego.

#### ¡Tú la llevas!
Este juego no requiere tantos furnis para su realización. El usuario solo necesita el hielo resbaladizo y la luz de salida para que sea posible jugarlo.
El juego consiste en evitar ser atrapado por el usuario que brilla, y en su caso, atrapar a los demás usuarios. Aquel usuario que sea atrapado será ahora quien atrape.
El juego da 3 recompensas distintas, entre ellas se encuentra la que se entrega por cierta cantidad de veces que el usuario ha sido atrapado, lo que genera que los usuarios prefieran ser atrapados que evitarlo.
Para crear el juego es indispensable la luz de salida, pero no es necesaria si simplemente se quiere crear una pista de patinaje.

#### Freeze
Consiste en arrojar bolas de nieve en el tablero, intentando que el radio de explosión de la bola llegue a tocar, y congelar a los contrincantes. Cada jugador empieza con 3 vidas, y perderá una cada vez que sea congelado; al acabarse las vidas, el jugador será transportado a la casilla de salida, que previamente debió de haber sido colocada por el dueño de la sala. En la arena, si el dueño de la sala los ha insertado, se encuentran unos bloques de hielo que, al recibir el impacto de una bola de nieve, se destruyen y pueden, o no, liberar un objeto que da algún poder a quien lo agarre. Puede ser jugado entre 2 o hasta 4 equipos.
Al igual que en el Battle Banzai, el dueño de la sala puede configurar la duración del juego.
Las recompensas de cantidad de puntos acumulados en equipo y el total de puntos sumados en el juego (esta última otorgada al dueño de la sala), al igual que en el Battle Banzai, se pueden conseguir con este juego; además de otra recompensa que se consigue por cada determinada cantidad de contrincantes que el usuario congele.

#### Patinaje sobre ruedas
Al igual que en ¡Tú la llevas! no necesitas tantos furnis, necesitas tan sólo 1 para que funcione, hablamos de "Pista de Madera" que llegó con la temporada de San Valentín del 2011.
El único propósito es patinar un tiempo indicado para conseguir placas, del nivel 1 (I) hasta el 20 (XX), para hacerte con otra placa de este juego necesitas ser dueño de las Pistas de Madera y colocarlas en tu sala privada en forma de que todos los usuarios lo puedan usar.

#### Bunny Run (Conejo veloz)
Este juego está basado en los anteriores ¡Tú la Llevas! y Patinaje sobre Ruedas. Para que el juego funcione necesitas la Pista del Conejo y la Luz del Conejo.
El único propósito es comprar tantas pistas como puedas para conseguir placas, del nivel 1 (I) hasta el 20 (XX). Este juego llegó con la colección de furnis de primavera 2011.

### Juegos en la comunidad
Desde la creación de Habbo Hotel los usuarios han creado diversos tipos de juegos dentro de sus salas, las cuales suelen ser decoradas con la temática. La mayoría de estos juegos suelen estar inspirados en clásicos juegos de fiesta, en concursos televisivos o algunos casos son inventados por los propios usuarios.

### Aplicaciones para móviles
Actualmente, en la App Store de Apple y en la Play Store de Google hay diversos juegos y utilidades creados por la compañía Sulake. Entre ellos, además de los juegos Niko y Lost Monkey, tenemos una aplicación llamada "Habbo", con la que puedes ingresar al Hotel y jugar como si estuvieras usando un ordenador, pero con menos opciones que seguramente pronto serán implementadas, además de otra aplicación en la que se puede utilizar el chat de la consola de Habbo, denominado "Pocket Habbo". En la misma aplicación se pueden enviar stickers especiales a otros usuarios, aunque estas pegatinas de emoticonos solo son visibles entre usuarios que estén usando la app. A principios del año 2014, Sulake anunció la retirada de Niko y Lost Monkey, aplicaciones de la Play Store y de la App Store, con el fin de centrarse más en Habbo y en su aplicación nativa para iPads. Actualmente, la aplicación oficial del juego está disponible en la Play Store y en la App Store

## Códigos de Moderación
Oficialmente, hay 18 ramas operadas por empleados directos de Sulake; éstas ramas son los espacios de trabajo de los mánagers (coloquialmente conocidos como staffs) respectivos de Habbo. Estos staff generalmente incluyen un "Mánager del Hotel", o "Mánager de Contenido", que mantiene a la comunidad como un todo, comunicándola a través de noticias, competiciones, y controlando el contenido del sitio web; un "Mánager de Comunidad", que es el responsable de la moderación y guía de la comunidad, es este aquel que controla a los moderadores junto con los ya extinguidos Habbo Linces (antiguos guías que ayudaban a los nuevos usuarios); y finalmente el "Mánager de Negocios", que maneja las finanzas de cada rama, incluyendo ventas, publicidad y medios de comunicación.

### Housekeeping (Solo acceden los Staffs y moderadores)
El "Housekeeping" es el nombre del sistema de administración del conocido juego Habbo Hotel. Solo pueden acceder los moderadores y demás miembros del personal del Habbo Hotel. Desde él, se puede administrar desde la publicidad hasta los baneos y últimos movimientos de los Habbos. Las opciones han ido cambiando durante las diferentes versiones puesto que cada nueva tenía algo que necesitaba un control.
La palabra en sí es House Keeping [Administración en casa] ya para acceder a este panel debes escribir una dirección determinada y no hace falta entrar en el hotel.
Habbos Alfas
Los habbos alfas son los sucesores de los linces o mejor conocidos en la actualidad como Habbo Guías, los Habbos alfas ayudan a los demás habbos del hotel con dudas acerca de furnis, efectos, alquiler, etc. Estos no tienen la capacidad de moderar a otros Habbos, cualquiera puede convertirse en un Habbo Alfa, solo es necesario cumplir el camino a la ciudadanía y la otra rama que le sigue. Los Habbos Alfas se basan en el respeto, la cooperación y el deseo de mejorar nuestro hotel, de ninguna manera o en ningún caso donan furnis o son corruptos. La mayoría de estos Habbos tiene experiencia en el juego y sabrán guiarte. La manera de accesar a pedir ayuda a estos Habbos es presionando el botón de ayuda en la parte superior derecha de la pantalla. En una sección que cita ayuda sobre el hotel.
Habbos Guardianes
Los Habbos Guardianes son la rama siguiente a los Habbos Alfas. Estos tienen derechos a participar en las votaciones de los guardianes, estas votaciones son totalmente anónimas. Su deber es decidir si mutear a una persona o entregar el caso a los moderadores para que decidan que hacer con la persona. Esto ayuda mucho a los moderadores ya que no tienen tanto trabajo como solían. Esta es una tarea tediosa ya que se reciben muchas peticiciones de muchos habbos a la vez. Y muchos guardianes no se ponen en servicio lo que dificulta el trabajo. Cabe destacar que para ser guardián hay que ser un habbo con mucha experiencia, porque para subir a este nivel se debe obtener 85 peticiones de ayuda y 30 recomendaciones y no se reciben muchas peticiones de ayuda en habbo lo que es una tarea tediosa.

### Mod Tools (Solo disponibles para los Staffs y moderadores)
En  español "Herramientas de moderación" es un pequeño cuadro que carga automáticamente cuando un personal ingresa al hotel no se puede cerrar, con este cuadro de moderación los moderadores y los staff tienen poder absoluto sobre el juego, pueden banear (expulsar), ver conversaciones de todas las salas, enviar alertas a un usuario específico, mutear (silenciar), kickear (echar de una sala), cerrar salas inapropiadas, ver el historial de penalizaciones de todos los usuarios del juego sin excepciones, y también ver los reportes activos de todos los usuarios.

### Baneos o expulsiones
Dentro del hotel hay normas que se deben cumplir para el buen desarrollo del usuario en el juego, en el caso de que un Habbo haya corrompido una de las normas propuestas, será expulsado o (en este caso) baneado, las expulsiones pueden variar en la duración dependiendo completamente en la gravedad del incumplimiento de una norma, la duración de un baneo puede ser tanto por 2 horas, como por 1 día, tres días y en algunos casos permanentemente.
Los baneos solamente quitan el acceso al hotel, no se eliminan los furnis del Habbo ni tampoco las salas, pero sí quita la suscripción o días de suscripción al Habbo Club dependiendo la cantidad de días que no se pueda acceder, como también no permite la comunicación con los amigos dentro de Habbo Hotel y todos los beneficios de un miembro activo y además, hay distintas clases de baneo, por ejemplo, el baneo permanente, por lo cual un moderador o personal del hotel baneo tu ip, por otro lado hay baneos de menor tiempo, que puede variar entre de 2 horas y meses.

### Filtro Bobba
El filtro bobba es un filtro utilizado para bloquear todo tipo de palabras ofensivas que puedan decir los Habbos o que puedan estar en descripciones o nombres de salas; existía la modalidad de desactivarlo entrando al perfil del Habbo, pero solamente si el jugador es mayor de edad. Al desactivar este filtro simplemente se podían leer las palabras altisonantes que otros usuarios puedan escribir, los nombres y descripciones de las salas o papeles de comentario indebidos seguirán bloqueados.
Este filtro fue usado también para bloquear otras palabras, para mayor seguridad del usuario. Estas palabras incluyen, en su mayoría, dominios de correo electrónico y servicios de mensajería. Algunas palabras como contraseña, password y créditos gratis también eran bloqueados.
En varios casos donde el usuario, con tal de evitar que el filtro bloquee una palabra, la separan por medio de espacios, guiones y demás signos de puntuación, el filtro bobba es capaz de bloquear estas palabras; se dan casos en las que, aún sin ser una palabra altisonantes, se bloqueen a causa de lo mismo.
A principios de 2011 ha sido retirado el filtro bobba, sustituyéndolo por cinco asteriscos(*****), para evitar que los nuevos usuarios se confundan. Un año después, en septiembre de 2012 el filtro 'bobba' ha regresado al hotel, sin cambios.

### Scripting
«Scripting» es un término utilizado para describir un método de cracking en Habbo. Dado que los métodos utilizados no pueden ser adecuadamente descritos como piratería, muchos usuarios se refieren al tema como scripting. Por tal medio se podía (y puede) conseguir furnis, grupos y placas a través de errores/bugs del juego. Con cada actualización de Habbo es más difícil encontrar un programa que haga de filtro entre el cliente y el servidor, que permite visualizar el flujo de paquetes de Habbo. El hecho es que, hasta el momento solo pocos han encontrado la forma de burlar la seguridad de Habbo.
El scripting tuvo su primera aparición en 2002, en la edad más temprana de Habbo Hotel, aunque no era Scripting tal y como se conoce hoy en día, el propósito de ese grupo de "Habbo scripters" era conseguir muebles de forma gratuita. Los que componían ese grupo, en ese momento, era un grupo de jóvenes con conocimientos de bruteforzing y keylogging.
Las tendencias sugieren que el scripting estuvo en su época más popular en el año 2009, Cuando los programas para realizar scripting se convirtieron más fáciles de obtener y tenían características más avanzadas así pudiendo los usuarios realizar una gran variedad de trucos como utilizar ropas de otros colores que los colores predefinidos por Habbo, colocar los muebles fuera del suelo o la pared, también podían utilizar funciones de un miembro del Habbo club (comandos, bailes, ropas) y teletransportarse de un lugar a otro dentro de la sala. El hecho más notable que se ha conseguido con el scripting fue demostrado en el año 2010 cuando cientos de jóvenes empezaron a conseguir furnis valiosos en el hotel a través de un error del "Habbo catálogo" y explotado usando secuencia de comandos (scripting).

### Bloqueo de tradeos
Cuando un usuario juega o crea un juego no permitido en el hotel por razones de timo, se le puede bloquear los tradeos, impidiéndole que pueda hacer cambios de furnis. El bloqueo es temporal y varía de 1 a 7 días, incluso más dependiendo de la gravedad. En caso de error o bloqueo injusto, es recomendable enviar un ayudante para pedir que se retire, pero si es de un par de días no merecería la pena contactarles. Las veces en donde más se ha aplicado esta sanción fue a algunos dueños de salas del juego "Dados".

### Muteos
Durante el verano de 2012, se dio en el hotel el famoso muteo global, gracias a una investigación del Channel 4 de Reino Unido y en el cual se mostró la inseguridad que presentaba el hotel frente a posibles ataques de pedófilos y otro tipo de delincuentes, lo cual trajo como consecuencia que se desactivara el chat (tanto en salas como por consola) en todos los hoteles del mundo. 
Hoy en día, un usuario es muteado (no puede enviar mensajes en el juego) durante cierta cantidad de tiempo si envía demasiados mensajes en un lapso muy corto (lo que se conoce como floodear), o bien, si infringe las reglas del hotel y un grupo de guardianes concuerdan que debe ser sancionado de esta forma. Existen muteos de quince minutos, una hora, ocho horas y 18 horas, en función de la gravedad de la infracción o de los antecedentes recientes del usuario.

## Comunidades Habbo
Actualmente hay 9 hoteles en funcionamiento, 6 cerrados, 4 fusionados a Habbo Estados Unidos, 1 fusionado a Habbo Brasil y 1 fusionado a Habbo Alemania.

### Comunidades abiertas
| País                                           | Dirección web | Abierto desde      |
| ---------------------------------------------- | ------------- | ------------------ |
| Australia (fusionado con Habbo.com)            | Habbo.com.au  | Noviembre de 2004  |
| Alemania                                       | Habbo.de      | Marzo de 2004      |
| Brasil                                         | Habbo.com.br  | Febrero de 2006    |
| Canadá (fusionado con Habbo.com)               | Habbo.ca      | Junio de 2004      |
| España (incluyendo a países hispano-parlantes) | Habbo.es      | Septiembre de 2003 |
| Estados Unidos                                 | Habbo.com     | Septiembre de 2004 |
| México (fusionado con Habbo.es)                | Habbo.com.mx  | Septiembre de 2003 |
| Finlandia                                      | Habbo.fi      | Agosto de 2000     |
| Francia                                        | Habbo.fr      | Noviembre de 2004  |
| Italia                                         | Habbo.it      | Noviembre de 2003  |
| Países Bajos                                   | Habbo.nl      | Febrero de 2004    |
| Reino Unido (fusionado con Habbo.com)          | Habbo.co.uk   | Enero de 2001      |
| Singapur (fusionado con Habbo.com)             | Habbo.com.sg  | Diciembre de 2004  |
| Portugal (fusionado con Habbo Brasil)          | Habbo.pt      | Marzo de 2006      |
| Suiza (fusionado con Habbo Alemania)           | Habbo.ch      | Agosto de 2001     |
| Turquía                                        | Habbo.com.tr  | Agosto de 2012     |

### Comunidades cerradas
| País      | Dirección web                                                | Abierto desde     | Cerrado desde                          |
| --------- | ------------------------------------------------------------ | ----------------- | -------------------------------------- |
| Dinamarca | Habbo.dk                                                     | Diciembre de 2004 | 29 de abril de 2015                    |
| Noruega   | Habbo.no                                                     | Junio de 2004     | 29 de abril de 2015                    |
| Suecia    | Habbo.se                                                     | Diciembre de 2003 | 29 de abril de 2015                    |
| Japón     | Habbo.jp                                                     | Febrero de 2003   | 16 de abril de 2009                    |
| Rusia     | Habbo.ru                                                     | Octubre de 2006   | 9 de febrero de 2009                   |
| México    | Habbo.com.mx                                                 | Octubre de 2003   | 9 de febrero de 2006 fusionado con .es |
| China     | Habbo.cn Archivado el 4 de marzo de 2016 en Wayback Machine. | Julio de 2006     | 14 de agosto de 2007                   |

## Recepción
En noviembre de 2001, el sitio web The Daily Telegraph anunció a Habbo como uno de los 10 máximos juegos de chat y mensajería instantánea, describiendo al juego como "un gran futuro" y "popular entre los adolescentes". En 2005 y 2006, Habbo Australia recibió el premio NetGuide a la mejor web para jóvenes y adolescentes. En septiembre de 2006, ganó el premio Sulake Deloitte Fast.
Habbo Hotel ha sido víctima de diversos grupos de "trolls" de Internet, que colapsan salas públicas (técnicamente denominados "flash mobs"), formando grupos de Habbos para bloquear a otros usuarios de entrar en las habitaciones usando comentarios vulgares y ofensivos, estos personajes eran como hombres negros afro que llevaban trajes Armani. Una de las salas más famosas sobre este movimiento en concreto (año 2006) fue en la piscina del hotel (Habbo Lido), llamado "Pool's Closed" popularmente y organizado por Anonymous y 4chan, el cual fue para protestar en contra del racismo, ya que según rumores en su foro, moderadores del juego tuvieron actos racistas hacia un personaje que llevaba piel oscura. Además, en dicha sala pública, formaron esvásticas nazis, agrupándose entre estos usuarios vestidos de negro y con pelo afro.

### Controversias
- En diciembre de 2004, un hombre de 36 años de edad fue encarcelado después de persuadir a una menor de 13 años de edad en Habbo Hotel.[13]

- El 14 de noviembre de 2007, un joven de 17 años de edad, fue detenido por la policía ya que supuestamente había robado muebles (furnis) en Habbo, que son comprados con dinero real, esta persona había robado un monto de hasta 4000€, cinco jóvenes de 15 años fueron llevados para ser interrogados en el juicio.[14]

- El 19 de febrero de 2012, fue arrestado en el Reino Unido un hombre de 24 años que al parecer convenció a unos menores de edad de mostrar sus partes íntimas por medio de webcam. Cuando la policía lo arrestó, encontraron 63.000 imágenes pornográficas, las cuales 500 eran de menores de edad; él ofrecía furnis y créditos a cambio de imágenes.

- El 12 de junio de 2012, Habbo Hotel ha sido clasificado como un juego peligroso con poca y pésima seguridad, según Channel 4 después de unas investigaciones. Rachel Seifert lo describió como sexual, perverso, violento, pornográfico, y que todo esto es muy gráfico.[15]

## Crítica yGran Muteo
El 12 de junio de 2012, Channel 4 ha mostrado un reportaje que mostraba la seguridad de miles de comunidades virtuales, en donde se encontraba "Habbo Hotel". En el reportaje había dos periodistas que se hicieron pasar por jóvenes y entraron en salas de Habbo descubriendo a personajes ofreciendo cibersexo. En cuanto los staffs supieron de este reportaje, silenciaron todos los Habbo Hoteles de todo el mundo (imposibilidad de comunicarse por cualquier medio disponible dentro de Habbo Hotel), dejando una alerta dentro del hotel y un mensaje en sus redes sociales (Facebook y Twitter) que decía: «Habbos, debido a la conducta un tanto problemática de unos pocos usuarios, hemos decidido mutear el juego. Pronto os daremos más información».[cita requerida] Los usuarios al intentar hablar no salían burbujas de texto, por lo que Habbo perdió jugadores porque el hotel perdía lo social. Unas pocas semanas después del muteo, los staffs abrieron una página llamada The Great Unmute (o el gran desmuteo) donde los jugadores podían colocar sus opiniones sobre al muteo, el plazo era un día, al día siguiente fue cerrado a nuevos comentarios y según sus cálculos recibieron 12.000 comentarios sobre el muteo, algunos días después se colocó un video donde se relataban algunos comentarios que aparecían en la página, un par de días después los usuarios recibieron un trofeo que era un Habbo con una antorcha en la mano y una placa de una mano con una antorcha.  El 25 de junio se quitó el muteo en el hotel español que permitía hablar al usuario pero con una lista de palabras limitadas, pero a la que los staffs iban agregando palabras enviadas por los usuarios a través de un formulario en la sala del recibidor, al intentar escribir una frase que no estuviera en la lista permitida de palabras salían unos candados, al final, el 17 de julio se quitó el chat limitado y se habilitó el chat libre sin los candados y al día siguiente los staff tenían programada con anticipación una fiesta virtual dentro del hotel en la cual se celebró el final del chat limitado, con "sorpresas" y "premios virtuales" como la celebración junto a algún personal de Habbo España en salas privadas al azar y otros que, al llegar a una meta impuesta por Habbo para desbloquear los "premios virtuales" (16.000 usuarios conectados simultáneamente) otorgarían a los usuarios cosas no confirmadas por fuentes oficiales como un trofeo, una semana de suscripción al Club VIP gratis para ambos premios. Al parecer el juego se ha hecho tan impopular últimamente por todos los hechos ocurridos en el juego que se ha reflejado en la gran perdida de usuarios conectados simultáneamente y visitas únicas que no se logró llegar a la meta y por tanto Habbo no hizo entrega de los premios mencionados anteriormente, pero 1 mes después se entregaron los premios prometidos, esto fue avisado por un minimail de parte de los staffs, por lo cual todos disfrutaron de una semana gratuita de Vip.

## Habbo Retro Servidores
Los Habbo Retro Servidores (también conocidos como Holos o Retros), son copias de Habbo que ofrecen créditos gratis y cosas gratuitas con solo un registro. Los RetroServers o Habbo Holos son copias ilegales de Habbo Hotel, simulan a los hoteles oficiales perfectamente, solo que en los RetroServers, un usuario común es el administrador del servidor. Los RetroServers o Habbo Holos no son legales, puesto que copian archivos del juego original, que está protegido bajo los derechos de autor de la empresa propietaria (Sulake). Cabe decir, que los holos tienen moderadores como en el original, los puede elegir el administrador o puede ser mediante "referidos" o "entrevista". Normalmente están creados en la nueva encriptación de Habbo Hotel. A diferencia de las viejas copias, estos están hospedados en servidores que están siempre en línea (VPS). Estas copias, puesto que tienen una bastante buena calidad y son gratuitas, están atrayendo a cantidades de usuarios bastante altas, rozando los 3200 usuarios en línea en las copias más famosas (Lavvos, Habbo Latino, Hobba, entre otros). En los últimos meses, los dueños de estos RetroServers han optado por la publicidad, tanto en el juego como en la web, esta supuesta publicidad solía ser del conocido servicio AdSense de Google. Sulake, al querer acabar con estas ilegales copias ha denunciado estos sitios a Google, lo que ha supuesto la cancelación de la publicidad a estas copias de Habbo Hotel. Forzados a conseguir dinero, los propietarios de casi todos los RetroServers han decidido contratar publicidad en otras compañías.
Algunos propietarios han decidido instalar un sistema 'VIP', con comandos como empujar a otros usuarios o atraerlos hacia ti. La única forma de conseguir una suscripción en este nuevo sistema vip es enviando SMS o llamando a números que proporciona el administrador del RetroServer, los cuales no son lo 100% seguros. Los viejos servidores estaban instalados en el ordenador del propietario del Retro Servidor, lo cual tenía varias desventajas como:
- Ralentización: El servidor se ralentizaba hasta 5 veces más que en los Hoteles originales, cosa que no ocurre en los nuevos Retro Servidores que se hospedan en un VPS.
- Cierres frecuentes: El Habbo Retro Servidor siempre estaba abierto a la comodidad del usuario que lo había creado, estando en línea por medio de un VPS.
- Límites: Se pueden conectar una cantidad ilimitada de usuarios ya que nunca pasan de los 3.000 usuarios en línea.
- Hackers: En ciertas ocasiones vienen hackers o un usuario normal, que buscan vulnerabilidades en el Retro Servidor, aprovechándose de ellas, pueden realizar un ataque DDos a la página principal del Retro Servidor, por lo que cualquier usuario que entre, no le funcionara la página, solo quedando en línea los usuarios que están en el juego. Los hackers también pueden darse derechos de administrador y controlar todo sin el consentimiento del operador principal del Retro Servidor.